# Ezra Butler

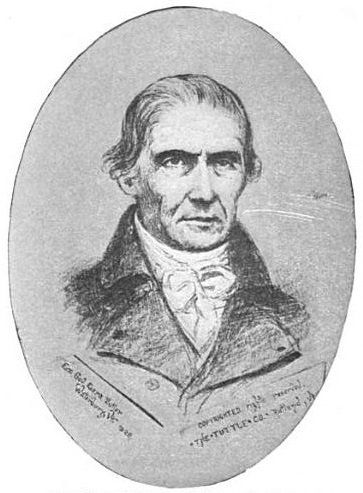
Ezra Butler

Ezra Butler (* 24. September 1763 in Lancaster, Worcester County, Province of Massachusetts Bay; † 12. Juli 1838 in Waterbury, Vermont) war ein US-amerikanischer Politiker und von 1826 bis 1828 Gouverneur von Vermont. Zwischen 1813 und 1815 vertrat er diesen Bundesstaat im US-Repräsentantenhaus.

## Frühe Jahre und politischer Aufstieg
Bereits im Jahr 1770 ließ sich die Familie Butler in West Windsor nieder. In Claremont arbeitete der junge Ezra in der Landwirtschaft. Trotz seiner Jugend nahm er für kurze Zeit aktiv am Unabhängigkeitskrieg teil. Im Jahr 1785 ließ er sich dann in Waterbury nieder. Nach einem Jurastudium und seiner Zulassung als Rechtsanwalt begann er 1786 in dieser Stadt als Anwalt zu arbeiten.
Ezra Butler wurde 1790 einer von drei Stadträten seiner Heimatstadt (town selectmen). Zwischen 1794 und 1808 war er mehrfach mit einigen Unterbrechungen Mitglied im Repräsentantenhaus von Vermont. In einer Zwischenzeit war er von 1803 bis 1806 der erste Bezirksrichter im Chittenden County. Zwischen 1808 und 1825 war er in verschiedenen Countys als Richter tätig. Unterbrochen wurde diese Zeit durch seine im Jahr 1812 erfolgte Wahl in das Repräsentantenhaus der Vereinigten Staaten. Dort absolvierte er zwischen dem 4. März 1813 und dem 3. März 1815 eine Legislaturperiode. Damals gehörte Butler der Demokratisch-Republikanischen Partei an. Im Jahr 1822 war er Mitglied einer Kommission zur Überarbeitung der Staatsverfassung von Vermont.

## Gouverneur von Vermont
Im Jahr 1826 wurde Butler als Kandidat der aus seiner alten Partei hervorgegangenen National Republican Party zum neuen Gouverneur seines Staates gewählt. Er trat sein Amt am 13. Oktober 1826 an und konnte nach einer Wiederwahl im Jahr 1827 bis zum 10. Oktober 1828 im Amt bleiben. In seiner Regierungszeit wurde die staatliche Lotterie abgeschafft. Zur Verbesserung der Bildungspolitik mussten die Lehrer in Vermont künftig eine Prüfung ablegen, bevor sie diesen Beruf ergreifen konnten.

## Weiterer Lebenslauf
Nach dem Ende seiner Amtszeit engagierte sich Butler in der Anti-Freimaurerbewegung. Das Thema der Freimaurerei war in den 1820er und 1830er Jahren in Vermont Gegenstand heftiger Diskussionen. Ezra Butler starb im Juli 1838. Mit seiner Frau Tryphena Diggins hatte er elf Kinder.